# Marais salé saisonnier du Rann de Kutch
Localisation
Le marais salé saisonnier du Rann de Kutch est une écorégion terrestre définie par le Fonds mondial pour la nature (WWF), qui appartient au biome des prairies et savanes inondables de l'écozone indomalaise. Elle se compose du grand et du petit Rann de Kutch, deux marais salés situés dans l'état indien du Gujarat entre le désert du Sind pakistanais et le golfe de Kutch. La région est incluse dans la liste « Global 200 » sous le nom de « prairies inondables du Rann de Kutch ».